# Polar (cataclysmische variabele ster)

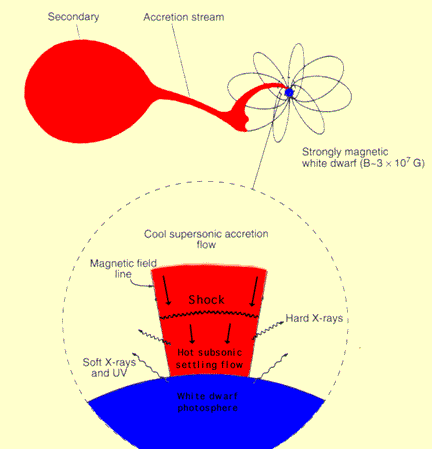
Massaverlies van de rode reus en inval op de witte dwerg langs magnetische veldlijnen

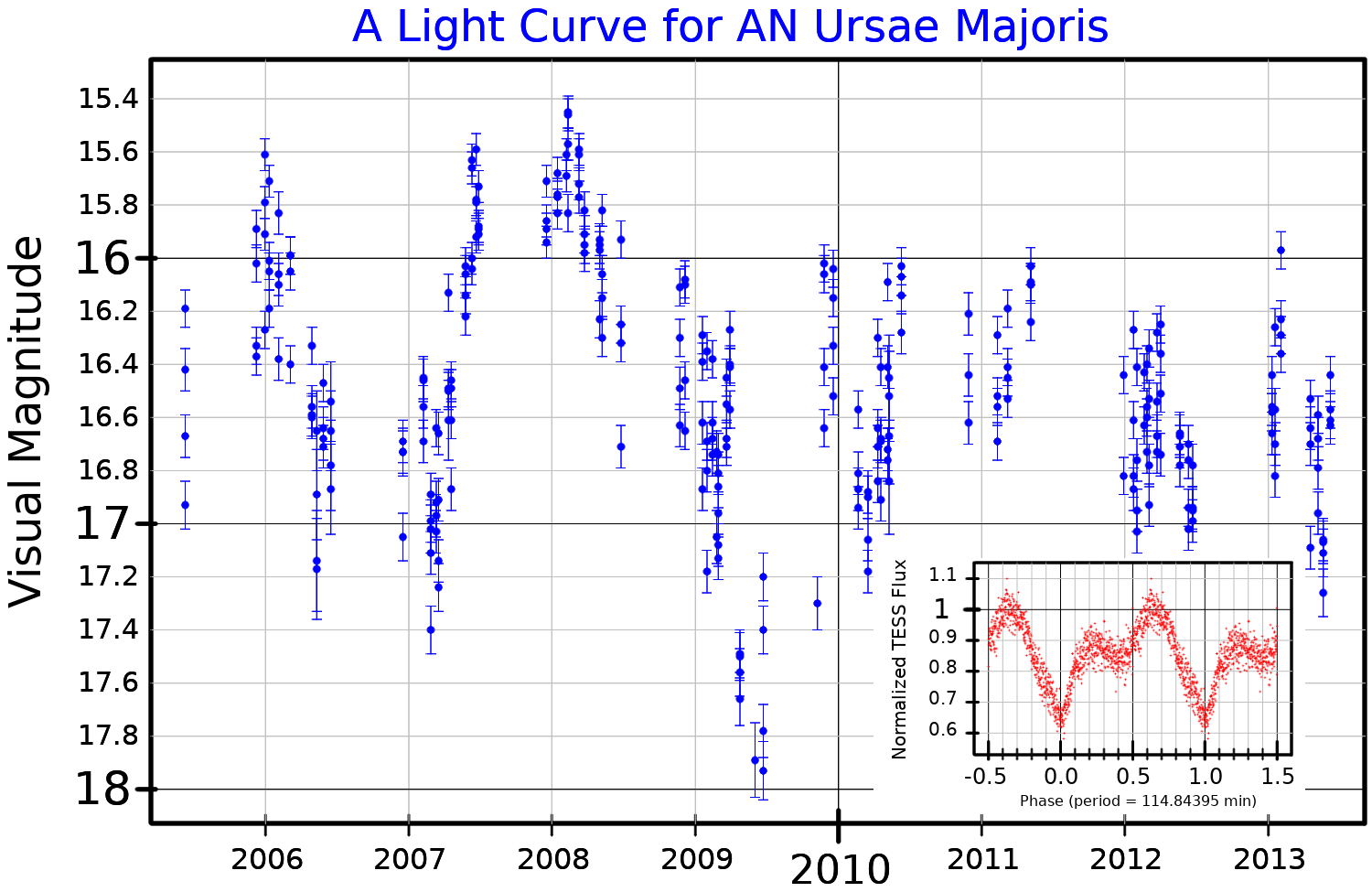
Lichtkromme van de polar AN UMa

Een polar (of ook AM Herculis-ster, vernoemd naar het prototype) is een cataclysmisch variabele dubbelster waarin de massa-overdracht in grote mate beïnvloed wordt door het sterke stellaire magnetische veld van de accreterende witte dwerg. Deze cataclysmisch variabele sterren bestaan uit twee sterren: een rode reus die massa verliest aan een witte dwerg. Door expansie van de atmosfeer van de rode reus vult deze zijn rochelob, waarna het gas door de zwaartekracht naar de witte dwerg getrokken wordt.
Polars verschillen van andere cataclysmische variabele sterren doordat hun witte dwergster een uitzonderlijk sterk magnetisch veld bezit. De magnetische veldsterktes in de meeste polars zijn 1000-8000 tesla (10 miljoen en 80 miljoen gauss). De witte dwerg in de polar AN Ursae Majoris bezit het sterkst bekende magnetische veld: 23 kilotesla.

## Ontdekking
De veranderlijke ster AM Herculis is in 1923 ontdekt door Max Wolf (als 28.1923 Herculis).. In 1976 ontdekten Hearn et al. röntgenstraling afkomstig van deze ster. In 1977 vonden W. Krzeminski en K. Serkowski sterke en veranderlijke circulaire polarisatie in het licht van de ster AN Ursae Majoris. De eigenschappen van deze ster leken op die van AM Herculis (die ook lineaire en circulaire polarisatie vertoont), en wegens deze polarisatie noemden zij deze klasse van sterren polars.

## Overzicht van accretie in polars
Een van de belangrijkste consequenties van de aanwezigheid van een sterk magnetisch veld in de witte dwerg in een polar is, dat daardoor de rotatieperiode gesynchroniseerd wordt met de omlooptijd van de begeleider, wat betekent dat dezelfde kant van de witte dwerg altijd naar de kant van de begeleider staat (net als bij de aarde en de maan, waarbij de achterkant van de maan nooit zichtbaar is vanaf de aarde). Deze synchrone rotatie is een definiërend aspect van een polar. Wat ook van groot belang is, is dat de accretiestroom van de donorster afgevangen wordt door het magnetisch veld van de witte dwerg, zodat er geen accretieschijf kan worden gevormd. Dit afvangen wordt in het Engels 'threading' genoemd, en het vindt plaats waar de magnetische druk van de witte dwerg gelijk is aan de ram pressure. Het afgevangen materiaal vloeit via de magnetische veldlijnen totdat het neerstort op een (of beide) magnetische polen van de witte dwerg. Dit wrijvingspunt op het steroppervlak is slechts een fractie van het totale oppervlak, maar kan verantwoordelijk zijn voor de helft van de luminositeit van de dubbelster. Behalve de optische en nabij-infrarode cyclotronstraling, produceert deze plek van impact ook röntgenstraling vanwege de hoge gastemperatuur in het botsingsgebied. Polars zijn dus vaak een stuk helderder in röntgenstraling dan niet-magnetische cataclysmische variabelen.
Terwijl in een niet-magnetisch stersysteem de viscositeit van groot belang is voor de activiteit van de accretieschijf, vindt de accretie in een polar volledig magnetisch plaats. Ook is het opmerkelijk dat gewoonlijk een accretieschijf een bijna tweedimensionale structuur betreft, dus zonder significante dikte, maar bij een polar betreft dit een complexe driedimensionale structuur omdat het magnetische veld het accretie-materiaal uit de omloopbaan verheft. In sommige polars is het verticale aspect van de accretie-stroom verantwoordelijk voor een regelmatige dip in luminositeit als de polar voor de witte dwerg schuift.
Polars hebben hun (Engelse) naam te danken aan de termen lineair gepolariseerd licht en circulair gepolariseerd licht, dat zij produceren. Informatie over de accretie-geometrie van een polar vindt men door haar polarisatie te bestuderen.

## Niet-gesynchroniseerde polars
De synchronisatie, dus de verhouding 1:1 van de rotatieperiode van de witte dwerg en de omlooptijd van de begeleider is een fundamentele eigenschap van een polar. Echter in vier polars (V1500 Cygni, BY Cam, V1432 Aql en CD Ind) is een klein (1% of minder) verschil aangetroffen. De meest gehoorde verklaring voor de asynchrone rotatietijd van de witte dwerg is dat deze stersystemen synchroon waren totdat er een nova-uitbarsting plaatsvond die de rotatieperiode van de dwerg veranderde. De eerste bekende asynchrone polar, V1500 Cygni, vertoonde een nova in 1975 en de asynchrone rotatie werd ontdekt nadat het effect van de nova vervlogen was; dit geldt als het best bekende bewijs voor deze theorie. Bij V1500 Cyg, BY Cam en V1432 Aql zijn er tijdens observaties aanwijzingen gevonden dat de witte dwerg zijn rotatie weer synchroniseert met de omlooptijd van de begeleider. Men verwacht dat de synchronisatie na verloop van eeuwen voltooid zal zijn.
Bij deze sterren draaien de witte dwerg en zijn magnetosfeer vanaf de donorster gezien langzaam rond door het kleine verschil tussen de omlooptijd van de begeleider en de rotatieperiode van de witte dwerg. Deze asynchrone rotatie is verantwoordelijk voor een fundamenteel verschil in hoe de accretie-materie wordt opgevangen door magnetische veldlijnen. Aangezien de accretie-materie de route van de magnetische veldlijnen zal volgen, zullen er verschillende routes bij verschillende lijnen worden gevolgd. Een concreet voorbeeld hiervan is bij de eclipserende polar V1432 Aql, waarbij er tijdens zo'n eclips soms een groter of kleiner gedeelte door de donor wordt afgeschermd. De corresponderende helderheidsvariaties tijdens zo'n eclips worden in verband gebracht met de oriëntatie van het magnetische veld van de witte dwerg ten opzichte van de donorster. Ter vergelijking: in een synchrone polar draait de witte dwerg niet ten opzichte van de donor, de accretiestroom volgt altijd dezelfde veldlijnen, wat dan weer resulteert in stabiele accretie-geometrie.
In elk van de vier asynchrone polars is er bewijs gevonden dat de accretiestroom veel dieper in de magnetosfeer van de witte dwerg kan doordringen dan bij synchrone systemen het geval is. Dit impliceert een extreem hoge materiestroom vanaf de donorster of een heel zwakke magnetische veldkracht van de witte dwerg. Anno 2020 is dit echter nog niet in detail bestudeerd.

## Intermediaire polar
In een Intermediaire polar is het magnetisch veld van de witte dwerg veel minder sterk dan in een gewone polar, waardoor er wel een accretieschijf ontstaat, behalve vlak bij de witte dwerg. Bij intermediaire polars vindt ook geen synchronisatie plaats.